# Косметология

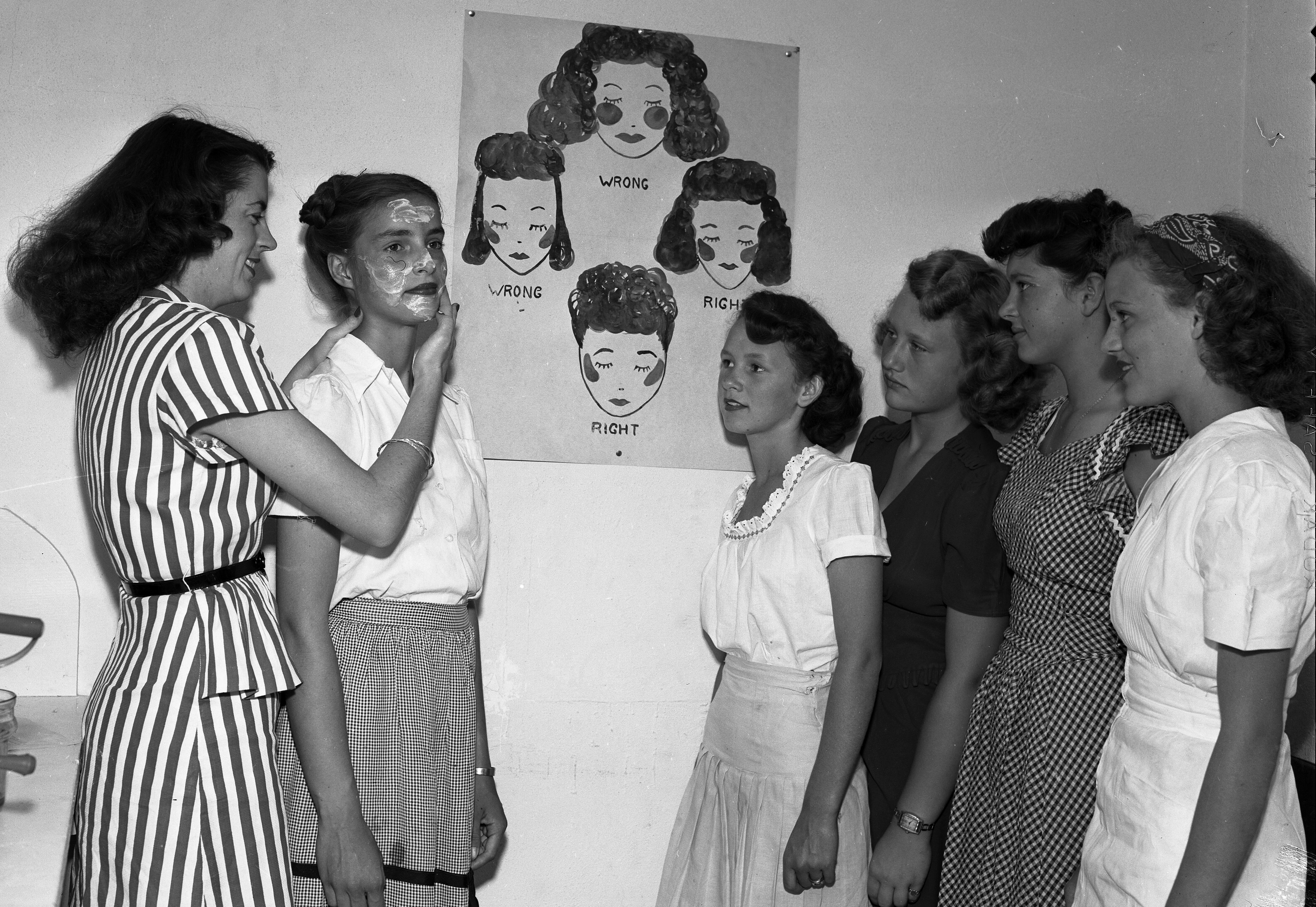
Класс косметологии в Калифорнии, США 1946 год

Косметология (от греч. κοσμητικός- красота и -λογία — учение) — наука, изучающая эстетические проблемы организма человека, их этиологии, проявления и методы коррекции, также — свод методик, направленных на коррекцию эстетических проблем внешности человека.

## Направления
Как свод методик, косметология подразделяется на терапевтическую и хирургическую.

### Терапевтическая косметология
Терапевтическая косметология содержит в своем арсенале:
- методики использования наружных косметических средств для очищения, питания, увлажнения и тонизации кожи;
- инъекционные методики (мезотерапия, редермализация, ботулинотерапия, контурная пластика, нитевой лифтинг, плазмотерапия, биоревитализация);
- физиотерапевтические методики: массаж (включая ручной и аппаратный), лазерная терапия, фототерапия, прессотерапия, электропорация, магнитотерапия, ультразвук, ионофорез, миостимуляция и микротоковая терапия, фракционная мезотерапия, фракционная биоревитализация, медеризация и др.

По методологии косметология подразделяется на традиционную и интеллектуальную косметологию (Face Medicine).
- Традиционная косметология – коррекция отдельных элементов и проблем лица без связи с функцией лица.
- Интеллектуальная косметология[2] (Face Medicine - Медицина лица, Face Treatment - Лечение лица) – прикладная отрасль Face Science (науки о лице), занимающаяся диагностикой и лечением возрастных и эстетических проблем лица, как полноценной системы организма на основе междисциплинарного научного подхода и практических знаний о строении, функционировании и развитии лица человека. В отличие от стандартной косметологии и эстетической медицины интеллектуальная косметология использует высокий междисциплинарный уровень диагностики и лечения лица, требует высший уровень знаний и опыта медицинского персонала и его взаимодействия. Например, косметолог должен знать возможности ЛОР специалиста, стоматолога и пр., используя междисциплинарные знания в таких дисциплинах как: косметология, пластическая хирургия, отоларингология, стоматология, неврология, офтальмология, ортопедия, дерматология, общая медицина, анатомия, физиология, биомеханика, физиогномика, психология, эстетика, антропология.

### Хирургическая косметология
Хирургическая косметология — это совокупность решения эстетических проблем хирургическим путём. Современные пластические хирурги используют фракционные методы.
В 2009 году в России официально была утверждена профессия врач-косметолог. Инъекции, лазерные методики, удаление папиллом могут применяться только врачами, а удаление родинок — врачами-онкологами с последующей проверкой новообразования.
В 2015 году профессия «Косметолог» была включена Министерством труда и социальной защиты РФ в список 50 наиболее востребованных профессий на рынке труда.